# Holmedals landskommun
Holmedals landskommun var en tidigare kommun i Värmlands län.

## Administrativ historik
När 1862 års kommunalförordningar trädde i kraft inrättades denna kommun i Holmedals socken i Nordmarks härad i Värmland. 
Vid kommunreformen 1952 bildade den en storkommun genom att inkorporera Karlanda landskommun, Blomskogs landskommun och Trankils landskommun.
År 1971 landskommunen i Årjängs kommun.

### Kyrklig tillhörighet
I kyrkligt hänseende tillhörde kommunen Holmedals församling. Den 1 januari 1952 tillkom församlingarna Blomskog, Karlanda och Trankil.

## Heraldiskt vapen
Kommunen saknade vapen.

## Geografi
Holmedals landskommun omfattade den 1 januari 1952 en areal av 599,63 km², varav 516,74 km² land.

### Tätorter i kommunen 1960
I Holmedals landskommun fanns del av tätorten Gustavsforsa, som hade 18 invånare i kommunen den 1 november 1960. Tätortsgraden i kommunen var då 0,4 procent.

## Politik

### Mandatfördelning i valen 1938-1966
| 9 | 7 | 4 |

| 20 |

| 9 | 7 | 4 |

| 20 |

| 6 | 7 | 7 |

| 20 |

| 13 | 7 | 8 | 6 |  |

| 35 |

| 13 | 8 | 7 | 6 |  |

| 35 |

| 11 | 11 | 7 | 6 |

| 34 |

| 12 | 10 | 8 | 5 |

| 34 |

| 10 |  | 11 | 7 | 2 | 4 |

| 32 |